# Thomas Siemensen
Thomas Siemensen (* 1961) ist ein deutscher Comiczeichner.

## Leben
1980 machte Siemensen das Abitur an der AVS Itzehoe und begann eine Lehre als Retuscheur. Sein Studium Kommunikationsdesign an der Muthesius Kunsthochschule Kiel schloss er 1992 als Diplom-Designer ab. Er lebt heute mit Familie in Beringstedt.
Bekannt wurde Siemensen durch die seit 1991 erscheinenden Haiopeis, eine Comicserie in Schwarzweiß und Comicstrip-Stil, deren komische Protagonisten Haie und anderes Meeresgetier sind. Diese Zeichnungen entstanden ursprünglich für eine Surf-Zeitung.

„Da ich vom Surfen nichts verstehe, habe ich ersatzweise was mit Fischen gemacht“

Die Surf-Zeitung ging nach 3 veröffentlichten Strips ein. In der TAZ Nord und bald auch in anderen Zeitungen erschien seit 1992 die Cartoonserie „Haiopeis“ regelmäßig. Für das Hamburger Abendblatt entstand dagegen die Serie Ingo Pien, der Pinguin, die wie die Haiopeis bald als Sammelbände erschienen. Außerdem gibt es die Episoden auch als Wandkalender. Siemensen ist auch der Schöpfer der „Gelos“, den Maskottchen der Pohl-Boskamp GmbH & Co. KG. 1996 wurden einzelne Haiopeis-Cartoons als Fernsehclips produziert, die im Kinderkanal gezeigt wurden. Mit mittlerweile über 220.000 verkauften Exemplaren der Haiopeis-Serie gehört Siemensen zu den wenigen Comiczeichnern in Deutschland, die von ihrer Arbeit leben können.

## Bücher
- Haiopeis 1, Achterbahn Lappan Verlag, Kiel 1993
- Haiopeis 2: Wer hat da Stinkfisch gesagt?!, Achterbahn Lappan Verlag, Kiel 1993
- Haiopeis 3: Scheiß Aquaplaning, Achterbahn Lappan Verlag, Kiel 1995
- Haiopeis 4 Oh! Käsehäppchen!, Achterbahn Lappan Verlag, Kiel 1996
- Ingo Pien, der Pinguin, Tl.1, Achterbahn Lappan Verlag, Kiel 1996
- Haiopeis 5: Willste mal nen Hai von innen sehen?, Achterbahn Lappan Verlag, Kiel 1998
- Haiopeis 6: Vorsicht, Hai und fettig!, Achterbahn Lappan Verlag, Kiel 2000
- Ingo Pien, der Pinguin, Tl.2, Flughafen, Achterbahn Lappan Verlag, Kiel 2000
- Ingo Pien, der Pinguin, Tl.3, Hirnmuskeltraining, Achterbahn Lappan Verlag, Kiel 2000
- Ingo Pien, der Pinguin. Tl.4, Extrem Bedienerfreundlich!, Achterbahn Lappan Verlag, Kiel 2001
- Haiopeis 7: Sinken verboten!, Achterbahn Lappan Verlag, Kiel 2002
- Haiopeis – Haie wie du und ich 1 – Du bist zum Anbeissen!, Achterbahn Lappan Verlag, Kiel 2003
- Haiopeis – Haie wie du und ich 2 – Stress, nein danke!, Achterbahn Lappan Verlag, Kiel 2003
- Haiopeis – Haie wie du und ich 3 – Ich seh keine Kalorien, Achterbahn Lappan Verlag, Kiel 2003
- Haiopeis – Haie wie du und ich 4 – Gib mich mal das Duden, Achterbahn Lappan Verlag, Kiel 2003
- Ingo Pien, der Pinguin 05. Wie buchstabiert man USA?, Achterbahn Lappan Verlag, Kiel 2003
- Haiopeis 8: Haifisch-Streichelzoo, Achterbahn Lappan Verlag, Kiel 2004
- Haiopeis 9: A Hoi, Ahoi!, Achterbahn Lappan Verlag, Kiel 2006
- Haiopeis 10: Alle in den Rettungsring!, Achterbahn Lappan Verlag, Kiel 2008
- Haiopeis 11: Zum Glück gibt's keine fliegenden Kühe, Achterbahn Lappan Verlag, Kiel 2013
- Haiopeis 12: Ein braver Hai isst Haferbrei, Achterbahn Lappan Verlag, Kiel 2015